# TCS+
TCS+ es un canal de televisión abierta salvadoreño de programación variada. Fue lanzado el 25 de septiembre de 2017 como reemplazo de VTV y es propiedad de Telecorporación Salvadoreña. TCS+ emite los contenidos de TelevisaUnivision, ABC, CBS, NBCUniversal, FOX, Warner Bros. Discovery, The Walt Disney Company, Sony Pictures y Paramount Global.

## Historia
Como parte de unas renovaciones y programación en Telecorporación Salvadoreña, decidieron renovar el canal VTV a TCS+.
La campaña publicitaria de renovación del canal empezó a mediados de agosto de 2017, la cual mostraba el logotipo de VTV cambiando al actual TCS+ y con una frase Muy pronto aparecía en cada intermedio entre programas, antes del propio jingle identificativo.
La segunda campaña publicitaria se remonta entre el 5 y el 25 de septiembre de 2017, la cual mostraba los logotipos de los canales pero la frase cambiaba a: 25 de septiembre.
La última campaña publicitaria la cual es en el propio día de renovación, mostraba también los logotipos de los dos canales y también cambio la frase con el eslogan de TCS+ Te da más y mostraba un pequeño video de introducción al nuevo formato del canal mostrando su nueva programación.
El set del noticiero Noticias TCS+ fue el mismo de Noticias VTV hasta diciembre de 2018.
Después de la introducción del nuevo canal TCS+ en septiembre de 2017, se cambia el logotipo de VTV en la esquina superior derecha a TCS+.
El jingle identificativo inicial se mantuvo hasta un año después del lanzamiento. En octubre de 2018 aparece el video de Porque TCS+ evoluciona, mostrando parte de la nueva programación para ese año. El logotipo se cambió a uno con animación propia en ese mes.
TCS+ es el único de los 4 que opera en una sola instalación, el de TCS Operaciones donde antes operaba Canal 6.

## Programas nacionales
- ¡A Cocinar! (02/10/2017-)
- Debate con Nacho Castillo (25/09/2017 - 28/09/2021)
- Debate TCS con Eduardo Arévalo (01/10/2021 - 29/12/2023)
- En Vivo con... (25/09/2017 - 31/12/2020)
- Noticias TCS+ (25/09/2017 - 29/12/2023)
- Play (25/09/2017 - 12/2019)
- Invasión 51
- Minuto Albo

## Programas deTelevisaUnivision
- Contacto Deportivo TUDN
- Desiguales
- Faisy Nights
- Netas Divinas
- Montse & Joe
- Miembros al Aire
- La Tercera en Discordia
- ¡Que Buena Hora!
- Noticiero Univisión